# Mariken
Mariken ist ein niederländisch-belgischer Kinder- und Fantasyfilm aus dem Jahr 2000.

## Handlung
Der alte Mann Archibald lebt im Mittelalter in einer Stadt. Er ist gebildet und kann im Gegensatz zu vielen Leuten lesen. Damit ist er für die einfachen Leute fremdartig. Jemand, dem sie misstrauen. Schließlich wird er aus der Stadt vertrieben. Auf seinem Weg außerhalb der Stadt fährt eine Kutsche an ihm vorbei, auf der eine Frau mit einem Kind im Arm sitzt. Als Archibald ein Stück weiter gegangen ist, findet er ein Baby. Auf dessen Hemd steht geschrieben: Ich heiße Mariken, kümmere dich gut um mich.
Einige Jahre später. Mariken ist 8 Jahre alt. Die beiden wohnen in einer Hütte im Wald. Da die Stadtbewohner glauben, dass böse Geister in diesem Wald wohnen, sind Archibald und Mariken dort unbehelligt. Archibald hat Mariken lesen und schreiben beigebracht. Er hat sie einen offenen Umgang mit der Welt gelehrt, was sich gewaltig von der von Aberglauben gezeichneten mittelalterlichen Welt unterscheidet.
Eines Tages kommt nun ein Wanderer durch den Wald. Von Aberglauben gezeichnet, hält er Mariken für einen Waldschrat. Des Nachts tötet der Wanderer Archibalds Ziege, weil er Hunger hat. Als Mariken dies am nächsten Tag bemerkt, macht sie sich alleine auf in die Stadt um ein neues Tier zu besorgen. Am Waldrand trifft sie auf das erste Haus. Dort wohnt eine alte Frau – die schwarze Witwe. Diese hält Mariken für das Kind des Teufels und sperrt sie ein. In ihrem Gefängnis trifft sie auf Rattenjan, der ebenfalls von der schwarzen Witwe gefangengehalten wird. Sein Name kommt daher, dass Ratten ihm aufs Wort gehorchen. Er sorgt dafür, dass die Ratten Marikens Fesseln durchbeißen. Er selbst ist allerdings mit Eisen angekettet. Und so muss Mariken zunächst alleine fliehen.
In der Stadt angekommen, versucht sie, eine Ziege zu bekommen. Dies erweist sich jedoch bald als unmöglich für sie, weil sie kein Geld hat. Dabei trifft sie auf Gaukler. Ein Mann im Teufelskostüm stellt sich ihr als Teufel vor. Mariken hat aber keine Angst vor dem Teufel. Von Archibald hat sie gelernt, dass in jedem Menschen ein Teufel und ein Engel stecken. Und so merkt sie auch sehr schnell, dass dies nicht der Teufel ist. Sie findet Unterschlupf bei der Gauklertruppe. Hier findet sie in Isabella eine Ersatzmutter. Diese lebt zusammen mit dem Teufel-Darsteller. Die beiden haben bisher noch keine Kinder.
In der Zwischenzeit hat sich Archibald auf die Suche nach Mariken begeben. Doch kann er sie in der Stadt nicht finden. Die Gauklertruppe soll für die Gräfin der Stadt eine Vorstellung geben. Diese langweilt sich auf ihrem Schloss. Bei der Vorstellung wird die Gräfin auf Mariken aufmerksam. Dass Mariken der Gräfin gegenüber überhaupt keine Unterwürfigkeit zeigt, ärgert diese, andererseits macht es sie auch neugierig. Sie beschließt, das Kind zu behalten, da sie keine eigenen Kinder hat. Die Gaukler werden aus dem Schloss verjagt. Mariken kann schließlich das Herz der Gräfin erweichen, fühlt sich im Schloss aber nicht wohl.
In der Zwischenzeit ist ein Streit zwischen Isabella und dem „Teufel“ entbrannt. Sie fordert ihn auf, zur Gräfin zu gehen, um das Kind zurückzubekommen. Dieser ist allerdings zu feige. Daher macht sich Isabella selber auf den Weg. Sie riskiert dabei, von der Gräfin gefangen genommen zu werden. Doch diese willigt schließlich in Isabellas Ansuchen ein. Und so kommt Mariken wieder zu Isabella.
Auf dem Weg aus der Stadt kommt die Gaukler-Truppe am Haus der „Schwarzen Witwe“ vorbei. Nun kann der „Teufel“ seinen Mut beweisen. Er hilft Mariken, den Rattenjan zu befreien. Im Wald trifft sie schließlich Archibald wieder. Es stellt sich heraus, dass Archibald als junger Mann ebenfalls sein Baby allein gelassen hat. Als Griet, die Mutter des „Teufels“, schwanger war, ist er abgehauen.
Mariken möchte bei Archibald bleiben. Doch der weist sie darauf hin, dass sie mit Isabella und dem „Teufel“ als ihren Eltern und mit Rattenjan als ihrem Bruder nun eine neue Familie gefunden habe. Und so erkennt Mariken schließlich, dass sie gefunden hat, was sie suchte: eine Familie.

## Kritiken
„Mittelalterlich-märchenhafter Kinderfilm als zeitlose Parabel aufs Großwerden, der auf simple Gut-Böse-Schemata verzichtet und vor allem durch das mitreißende Spiel der kleinen Hauptdarstellerin fesselt“, befand das Lexikon des internationalen Films.

## Auszeichnungen
Der Märchenfilm Mariken erhielt 4 Auszeichnungen. Darunter einen 2. Platz beim internationalen Filmfest in Emden.
| Festival                                       | Auszeichnung                                     | Land        | Jahr | Person          |
| ---------------------------------------------- | ------------------------------------------------ | ----------- | ---- | --------------- |
| Internationales Filmfest Emden                 | 2. Platz                                         | Deutschland | 2001 | André van Duren |
| Chicago International Children’s Film Festival | Preis der Erwachsenenjury – Certificate of Merit | USA         | 2001 | André van Duren |
| Cinekid                                        | Publikumspreis                                   | Niederlande | 2000 | André van Duren |
| Nederlands Film Festival                       | Publikumspreis                                   | Niederlande | 2001 | André van Duren |